# Клерикальні ордени
Клерикальні ордени або Ордени регулярних кліриків — вид орденів Католицької Церкви.
Члени орденів регулярних кліриків, що створені у Церкві й їх устави затверджені Папою Римським, як священство, монахи, та і миряни, здійснюють служіння в проповіді, адміністративному служинні, вихованню молоді та інші духовним справам милосердя.
<br="all">
| Клерикальні ордени                                                   |          |            |
| Офіційна назва                                                       | Акронім  | Прізвисько |
| лат. Congregatio Clericorum Regularium S. Pauli                      | B.       | Варнавити  |
| лат. Ordo Clericorum Regularium vulgo Theatinorum                    | C.R.     | Театинці   |
| лат. Ordo Clericorum Regularium Somascha                             | C.R.S.   | Сомаски    |
| лат. Ordo Clericorum Regularium Matris Dei                           | O. М. D. |            |
| лат. Ordo Clericorum Regularium Pauperum Matris Dei Scholarum Piarum | Sch. P.  | Піари      |
| лат. Ordo Clericorum Regularium Ministrantium Infirmis               | M.I.     | Камілійці  |
| лат. Societas Jesu                                                   | S.J.     | Єзуїти     |